# 村木藤志郎
村木 藤志郎（むらき とうしろう、1965年5月24日 - ）は、日本の俳優。東京都大田区生まれ、幼少より千葉県習志野市で育つ。うわの空・藤志郎一座の座長。

## 原作・脚本

### 舞台
- うわの空・藤志郎一座　ほぼ全作品

### 映画
- TOKYOてやんでぃ〜The StoryTeller's Apprentice〜※原作・脚本・出演 [2]

## 出演

### 映画
- ねこあつめの家
- 君の笑顔に会いたくて
- カップル撲滅計画（監督:植田中）
- 色はヒカリ（監督:熊谷まどか、イトーカンパニー製作オムニバスOnly4youの1本）
- ちんかん（監督:植田中）
- いけない!ルナ先生（監督:植田中）
- 雀王（監督:植田中）
- アイランドタイムズ（監督:深川栄洋）
- コアラ課長（監督:河崎実）
- カクトウ便（監督:植田中）
- ペルソナ（監督:樫原辰郎）
- 実写版まいっちんぐマチコ先生　無敵のおっぱい番長 タイマン勝負で、まいっちんぐ♪（監督:植田中）
- TOKYOてやんでぃ〜The StoryTeller's Apprentice〜（監督:神田裕司） - 原作・脚本・出演

### ラジオ
- OLERA（TBSラジオ） - ゲスト出演
- マイフェイバリッと（TBSラジオ制作・JRN系） - パーソナリティ
- 恋愛Voyage（ラジオ関西） - ゲスト出演
- 平成からくり・東京の変!?（KBS京都・東北放送） - メインパーソナリティ
- これでいいのかニッポン（文化放送） - メインパーソナリティ
- 平和な江戸（文化放送） - メインパーソナリティ
- a-GENERATION（文化放送） - ゲスト出演
- ラジオビバリー昼ズ（ニッポン放送） - ゲスト出演（3度）

### テレビ
- Mr.サンデー特別版・東京オリンピックと世紀の大犯罪（フジテレビ）
- カンブリア宮殿
- アザミ嬢のララバイ（毎日放送）
- ディズニー情報番組 ミンナノエガオ - 出演・キャスティング
- お客様は王様かよっ!?（フジテレビ）
- 打姫オバカミーコ（MONDO21）
- ショムニ（フジテレビ）
- スターどっきり大作戦（フジテレビ）

### 舞台
- うわの空・藤志郎一座 全公演[3]
- キティエンターテイメント「小林少年とピストル」（作・演出:西田シャトナー） - 猛犬ジョンソン / 明智小五郎 役
- 時来組「大新撰組」 - 近藤勇 役
- 時来組「弱漢たち〜新撰組外伝半人前史書〜」 - 近藤勇 役
- 紅弁天部隊上海へ行く（作:瀬川昌治、演出:瀬川昌治・村木藤志郎（共同演出））
- シャトナー研「感じわる大陸」（作・演出:西田シャトナー、THEATER/TOPS）
- 青春演劇ユニットPures「バレンタイン☆キッス」（シアターアプル）
- WAHAHA本舗「清水ひとみの大女優宣言」（演出:喰始・村木藤志郎） - 作・共同出演
- シアターグリーンプロデュース「非常怪談」
- 空間ゼリー「さよなら、マリー」
- 大改訂コメディ版「いつもある場所」（2017年、演出:泉堅太郎、調布市せんがわ劇場）

### ゲーム
- いやしのナイトカクテル（タイトー） - 脚本・演出・声の出演
- キミに告白（タイトー） - 演出・声の出演
- 声優になろう（タイトー） - 演出・声の出演

### ネットTV
- うわの倶楽部ステーション

## 書著

### 戯曲・上演台本
- 面白半分
- TOKYOてやんでぃ

### 雑誌連載
- 月刊ぐるっと千葉（有限会社ちばマガジン）「とうしろうの申し訳ございます」
- 昭和40年男（クレタパブリッシング）「四方山話」
- 月刊肉牛ジャーナル「肉牛映画への道」

## その他
- うわの空アート展
- アキバプロレス
- 富士急ハイランド特別イベント「夜の遊園地 肝だめしツアー」企画・演出